# 280년

## 연호
- 서진(西晉) 함녕(咸寧) 6년 / 태강(太康) 원년
- 오(吳) 천기(天紀) 4년

## 기년
- 서진(西晉) 무제(武帝) 16년
- 오(吳) 말제(末帝) 17년
- 신라(新羅) 미추 이사금(味鄒泥師今) 19년
- 고구려(高句麗) 서천왕(西川王) 11년
- 백제(百濟) 고이왕(古爾王) 47년

## 사건
- 오나라의 손호(孫皓)가 서진의 세조 사마염(司馬炎)에게 항복해 4대 52년 만에 망하다. (삼국시대의 종말)
- 숙신이 고구려를 침입함.
- 음력 4월, 신라, 날이 가물자, 죄수를 조사하여 살폈다.

## 참고 문헌
- 김부식 (1145). 〈권02 미추 이사금 條〉. 《삼국사기》.